# Championnat d'Europe féminin de volley-ball des moins de 18 ans 2007
Navigation
Tallinn 2005 Rotterdam 2009
Le 7e championnat d'Europe de volley-ball féminin des moins de 18 ans s'est déroulé du 10 au 15 avril 2007 à Brno (République tchèque).

## Tour préliminaire

### Composition des groupes
| Poule A                | Poule B                  | Poule C                   | Poule D                |
| ---------------------- | ------------------------ | ------------------------- | ---------------------- |
| France Serbie Tchéquie | Allemagne Pologne Russie | Belgique Pays-Bas Ukraine | Estonie Italie Turquie |

### Poule A
| No | Équipe   | Points | Matches | Matches | Matches | Sets | Sets   | Sets  | Points | Points | Points |
| No | Équipe   | Points | joués   | gagnés  | perdus  | pour | contre | Ratio | pour   | contre | Ratio  |
| -- | -------- | ------ | ------- | ------- | ------- | ---- | ------ | ----- | ------ | ------ | ------ |
| 1  | Serbie   | 4      | 2       | 2       | 0       | 6    | 0      | MAX   | 150    | 99     | 1.515  |
| 2  | France   | 3      | 2       | 1       | 1       | 3    | 4      | 0.750 | 147    | 155    | 0.948  |
| 3  | Tchéquie | 2      | 2       | 0       | 2       | 1    | 6      | 0.167 | 129    | 172    | 0.750  |

### Poule B
| No | Équipe    | Points | Matches | Matches | Matches | Sets | Sets   | Sets  | Points | Points | Points |
| No | Équipe    | Points | joués   | gagnés  | perdus  | pour | contre | Ratio | pour   | contre | Ratio  |
| -- | --------- | ------ | ------- | ------- | ------- | ---- | ------ | ----- | ------ | ------ | ------ |
| 1  | Allemagne | 4      | 2       | 2       | 0       | 6    | 2      | 3.000 | 192    | 159    | 1.208  |
| 2  | Russie    | 3      | 2       | 1       | 1       | 4    | 4      | 1.000 | 175    | 178    | 0.983  |
| 3  | Pologne   | 2      | 2       | 0       | 2       | 2    | 6      | 0.333 | 159    | 189    | 0.841  |

### Poule C
| No | Équipe   | Points | Matches | Matches | Matches | Sets | Sets   | Sets  | Points | Points | Points |
| No | Équipe   | Points | joués   | gagnés  | perdus  | pour | contre | Ratio | pour   | contre | Ratio  |
| -- | -------- | ------ | ------- | ------- | ------- | ---- | ------ | ----- | ------ | ------ | ------ |
| 1  | Belgique | 4      | 2       | 2       | 0       | 6    | 1      | 6.000 | 170    | 124    | 1.371  |
| 2  | Pays-Bas | 3      | 2       | 1       | 1       | 4    | 5      | 0.800 | 188    | 192    | 0.979  |
| 3  | Ukraine  | 2      | 2       | 0       | 2       | 2    | 6      | 0.333 | 137    | 179    | 0.765  |

### Poule D
| No | Équipe  | Points | Matches | Matches | Matches | Sets | Sets   | Sets  | Points | Points | Points |
| No | Équipe  | Points | joués   | gagnés  | perdus  | pour | contre | Ratio | pour   | contre | Ratio  |
| -- | ------- | ------ | ------- | ------- | ------- | ---- | ------ | ----- | ------ | ------ | ------ |
| 1  | Italie  | 4      | 2       | 2       | 0       | 6    | 1      | 6.000 | 167    | 131    | 1.275  |
| 2  | Turquie | 3      | 2       | 1       | 1       | 4    | 4      | 1.000 | 182    | 172    | 1.058  |
| 3  | Estonie | 2      | 2       | 0       | 2       | 1    | 6      | 0.167 | 123    | 169    | 0.728  |

## Phase finale

### Classements 9-12
|  | Tour de classement                             | Tour de classement                             |           |   | 9e place                                       | 9e place                                       |
|  | Tour de classement                             | Tour de classement                             |           |   | 9e place                                       | 9e place                                       |
|  |                                                |                                                |           |   |                                                |                                                |
|  | Brno, 13-04-07 (25:15 23:25 25:20 20:25 15:11) | Brno, 13-04-07 (25:15 23:25 25:20 20:25 15:11) |           |   | Brno, 14-04-07 (25:21 19:25 25:20 24:26 15:12) | Brno, 14-04-07 (25:21 19:25 25:20 24:26 15:12) |
|  | Brno, 13-04-07 (25:15 23:25 25:20 20:25 15:11) | Brno, 13-04-07 (25:15 23:25 25:20 20:25 15:11) |           |   | Brno, 14-04-07 (25:21 19:25 25:20 24:26 15:12) | Brno, 14-04-07 (25:21 19:25 25:20 24:26 15:12) |
|  | Tchéquie                                       | 3                                              |           |   | Brno, 14-04-07 (25:21 19:25 25:20 24:26 15:12) | Brno, 14-04-07 (25:21 19:25 25:20 24:26 15:12) |
|  | Tchéquie                                       | 3                                              |           |   | Brno, 14-04-07 (25:21 19:25 25:20 24:26 15:12) | Brno, 14-04-07 (25:21 19:25 25:20 24:26 15:12) |
|  | Pologne                                        | 2                                              |           |   | Brno, 14-04-07 (25:21 19:25 25:20 24:26 15:12) | Brno, 14-04-07 (25:21 19:25 25:20 24:26 15:12) |
|  | Pologne                                        | 2                                              | Tchéquie  | 3 |                                                |                                                |
|  | Brno, 13-04-07 (11:25 26:28 15:25)             |                                                | Tchéquie  | 3 |                                                |                                                |
|  |                                                | Estonie                                        | 2         |   |                                                |                                                |
|  | Ukraine                                        | Estonie                                        | 2         | 0 |                                                |                                                |
|  | Ukraine                                        |                                                |           | 0 |                                                |                                                |
|  | Estonie                                        | 3                                              |           |   |                                                |                                                |
|  | Estonie                                        | 3                                              | 11e place |   |                                                |                                                |
|  |                                                |                                                |           |   |                                                |                                                |
|  | Brno, 14-04-07 (23:25 25:23 25:15 25:14)       |                                                |           |   |                                                |                                                |
|  |                                                |                                                |           |   |                                                |                                                |
|  | Pologne                                        | 3                                              |           |   |                                                |                                                |
|  | Pologne                                        | 3                                              |           |   |                                                |                                                |
|  | Ukraine                                        | 1                                              |           |   |                                                |                                                |
|  | Ukraine                                        | 1                                              |           |   |                                                |                                                |

### Classements 5-8
|  | Tour de classement                       | Tour de classement                 |          |   | 5e place                           | 5e place                           |
|  | Tour de classement                       | Tour de classement                 |          |   | 5e place                           | 5e place                           |
|  |                                          |                                    |          |   |                                    |                                    |
|  | Brno, 14-04-07 (21:25 18:25 18:25)       | Brno, 14-04-07 (21:25 18:25 18:25) |          |   | Brno, 15-04-07 (23:25 20:25 14:25) | Brno, 15-04-07 (23:25 20:25 14:25) |
|  | Brno, 14-04-07 (21:25 18:25 18:25)       | Brno, 14-04-07 (21:25 18:25 18:25) |          |   | Brno, 15-04-07 (23:25 20:25 14:25) | Brno, 15-04-07 (23:25 20:25 14:25) |
|  | France                                   | 0                                  |          |   | Brno, 15-04-07 (23:25 20:25 14:25) | Brno, 15-04-07 (23:25 20:25 14:25) |
|  | France                                   | 0                                  |          |   | Brno, 15-04-07 (23:25 20:25 14:25) | Brno, 15-04-07 (23:25 20:25 14:25) |
|  | Turquie                                  | 3                                  |          |   | Brno, 15-04-07 (23:25 20:25 14:25) | Brno, 15-04-07 (23:25 20:25 14:25) |
|  | Turquie                                  | 3                                  | Turquie  | 0 |                                    |                                    |
|  | Brno, 14-04-07 (23:25 25:17 25:8 25:20)  |                                    | Turquie  | 0 |                                    |                                    |
|  |                                          | Russie                             | 3        |   |                                    |                                    |
|  | Russie                                   | Russie                             | 3        | 3 |                                    |                                    |
|  | Russie                                   |                                    |          | 3 |                                    |                                    |
|  | Pays-Bas                                 | 1                                  |          |   |                                    |                                    |
|  | Pays-Bas                                 | 1                                  | 7e place |   |                                    |                                    |
|  |                                          |                                    |          |   |                                    |                                    |
|  | Brno, 15-04-07 (23:25 25:16 24:26 18:25) |                                    |          |   |                                    |                                    |
|  |                                          |                                    |          |   |                                    |                                    |
|  | France                                   | 1                                  |          |   |                                    |                                    |
|  | France                                   | 1                                  |          |   |                                    |                                    |
|  | Pays-Bas                                 | 3                                  |          |   |                                    |                                    |
|  | Pays-Bas                                 | 3                                  |          |   |                                    |                                    |

### Classements 1-4
|  | Quarts de finale                         | Quarts de finale                         |                                          |                                          | Demi-finales                       | Demi-finales                       |   |  | Finale                             | Finale                             |
|  | Quarts de finale                         | Quarts de finale                         |                                          |                                          | Demi-finales                       | Demi-finales                       |   |  | Finale                             | Finale                             |
|  |                                          |                                          |                                          |                                          |                                    |                                    |   |  |                                    |                                    |
|  | Brno, 13-04-07 (25:23 25:17 25:20)       | Brno, 13-04-07 (25:23 25:17 25:20)       |                                          |                                          | Brno, 14-04-07 (25:12 31:29 25:23) | Brno, 14-04-07 (25:12 31:29 25:23) |   |  | Brno, 15-04-07 (25:27 23:25 26:28) | Brno, 15-04-07 (25:27 23:25 26:28) |
|  | Brno, 13-04-07 (25:23 25:17 25:20)       | Brno, 13-04-07 (25:23 25:17 25:20)       |                                          |                                          | Brno, 14-04-07 (25:12 31:29 25:23) | Brno, 14-04-07 (25:12 31:29 25:23) |   |  | Brno, 15-04-07 (25:27 23:25 26:28) | Brno, 15-04-07 (25:27 23:25 26:28) |
|  | Serbie                                   | 3                                        |                                          |                                          | Brno, 14-04-07 (25:12 31:29 25:23) | Brno, 14-04-07 (25:12 31:29 25:23) |   |  | Brno, 15-04-07 (25:27 23:25 26:28) | Brno, 15-04-07 (25:27 23:25 26:28) |
|  | Serbie                                   | 3                                        |                                          |                                          | Brno, 14-04-07 (25:12 31:29 25:23) | Brno, 14-04-07 (25:12 31:29 25:23) |   |  | Brno, 15-04-07 (25:27 23:25 26:28) | Brno, 15-04-07 (25:27 23:25 26:28) |
|  | Russie                                   | 0                                        |                                          |                                          | Brno, 14-04-07 (25:12 31:29 25:23) | Brno, 14-04-07 (25:12 31:29 25:23) |   |  | Brno, 15-04-07 (25:27 23:25 26:28) | Brno, 15-04-07 (25:27 23:25 26:28) |
|  | Russie                                   | 0                                        | Serbie                                   | 3                                        |                                    |                                    |   |  | Brno, 15-04-07 (25:27 23:25 26:28) | Brno, 15-04-07 (25:27 23:25 26:28) |
|  | Brno, 13-04-07 (32:30 25:16 25:22)       |                                          | Serbie                                   | 3                                        |                                    |                                    |   |  | Brno, 15-04-07 (25:27 23:25 26:28) | Brno, 15-04-07 (25:27 23:25 26:28) |
|  |                                          | Italie                                   | 0                                        |                                          |                                    |                                    |   |  | Brno, 15-04-07 (25:27 23:25 26:28) | Brno, 15-04-07 (25:27 23:25 26:28) |
|  | Italie                                   | Italie                                   | 0                                        | 3                                        |                                    |                                    |   |  | Brno, 15-04-07 (25:27 23:25 26:28) | Brno, 15-04-07 (25:27 23:25 26:28) |
|  | Italie                                   |                                          |                                          | 3                                        |                                    |                                    |   |  | Brno, 15-04-07 (25:27 23:25 26:28) | Brno, 15-04-07 (25:27 23:25 26:28) |
|  | Pays-Bas                                 | 0                                        |                                          |                                          |                                    |                                    |   |  | Brno, 15-04-07 (25:27 23:25 26:28) | Brno, 15-04-07 (25:27 23:25 26:28) |
|  | Pays-Bas                                 | 0                                        | Serbie                                   | 0                                        |                                    |                                    |   |  |                                    |                                    |
|  | Brno, 13-04-07 (25:21 25:18 25:23)       |                                          | Serbie                                   | 0                                        |                                    |                                    |   |  |                                    |                                    |
|  |                                          | Allemagne                                | 3                                        |                                          |                                    |                                    |   |  |                                    |                                    |
|  | Belgique                                 | Allemagne                                | 3                                        | 3                                        |                                    |                                    |   |  |                                    |                                    |
|  | Belgique                                 | Brno, 14-04-07 (25:21 23:25 25:22)       |                                          | 3                                        |                                    |                                    |   |  |                                    |                                    |
|  | Turquie                                  | 0                                        |                                          |                                          |                                    |                                    |   |  |                                    |                                    |
|  | Turquie                                  | 0                                        | Allemagne                                | 3                                        |                                    |                                    |   |  |                                    |                                    |
|  | Brno, 13-04-07 (25:22 19:25 25:12 25:16) | Brno, 13-04-07 (25:22 19:25 25:12 25:16) | Allemagne                                | 3                                        | Match pour la 3e place             | Match pour la 3e place             |   |  |                                    |                                    |
|  | Brno, 13-04-07 (25:22 19:25 25:12 25:16) | Brno, 13-04-07 (25:22 19:25 25:12 25:16) |                                          | Belgique                                 | Match pour la 3e place             | Match pour la 3e place             | 1 |  |                                    |                                    |
|  | Allemagne                                | 3                                        | Brno, 15-04-07 (25:21 25:20 21:25 26:24) | Brno, 15-04-07 (25:21 25:20 21:25 26:24) |                                    |                                    | 1 |  |                                    |                                    |
|  | Allemagne                                | 3                                        | Brno, 15-04-07 (25:21 25:20 21:25 26:24) | Brno, 15-04-07 (25:21 25:20 21:25 26:24) |                                    |                                    |   |  |                                    |                                    |
|  | France                                   | 1                                        |                                          | Italie                                   | 3                                  |                                    |   |  |                                    |                                    |
|  | France                                   | 1                                        |                                          | Italie                                   | 3                                  |                                    |   |  |                                    |                                    |
|  |                                          |                                          |                                          |                                          |                                    |                                    |   |  | Belgique                           | 1                                  |
|  |                                          |                                          |                                          |                                          |                                    |                                    |   |  | Belgique                           | 1                                  |

## Classement final
| Place              | Équipe             |
| ------------------ | ------------------ |
| Médaille d'or      | Allemagne          |
| Médaille d'argent  | Serbie             |
| Médaille de bronze | Italie             |
| 4                  | Belgique           |
| 5                  | Russie             |
| 6                  | Turquie            |
| 7                  | Pays-Bas           |
| 8                  | France             |
| 9                  | République tchèque |
| 10                 | Estonie            |
| 11                 | Pologne            |
| 12                 | Ukraine            |

## Distinctions individuelles
- MVP :  Stefana Veljković
- Meilleure marqueuse :  Jolien Wittock
- Meilleure attaquante :  Alessia Gennari
- Meilleure serveuse :  Yana De Leeuw
- Meilleure contreuse :  Berit Kauffeldt